# لوید همفریس
لوید هامفریس (انگلیسی: Lloyd Humphreys; ۱۲ دسامبر ۱۹۱۳ – ۷ سپتامبر ۲۰۰۳) دانشمند در زمینه روان‌شناسی اهل ایالات متحده آمریکا بود.